# Matching Mole
Matching Mole est un groupe de rock progressif britannique, originaire de Canterbury, en Angleterre. Matching Mole est un groupe éphémère dont les activités durent entre 1971 et 1973.

## Biographie
Le groupe est formé en 1972 autour de Robert Wyatt après son départ de Soft Machine. Son nom, qui signifie littéralement « la Taupe correspondante », est un jeu de mots sur la traduction française de Soft Machine, « machine molle ». Le sens est double puisque la « Taupe combattante » (matching mole) faisait référence aux groupes gauchistes (trotskystes) dont la particularité était de pénétrer les partis politiques de gauche traditionnels et les syndicats d’où leurs surnoms de « taupes ». On retrouve ces références politiques — cette fois-ci au maoïsme — sur l'album Little Red Record. Entre son départ de Soft Machine et le véritable début de sa carrière solo, Robert Wyatt crée Matching Mole, un groupe qui comporte beaucoup de similarités avec ce qu'il faisait précédemment avec Soft Machine.
La première composition du groupe comportait, outre Robert Wyatt, l'ex-Caravan Dave Sinclair aux claviers, Phil Miller à la guitare et Bill MacCormick à la basse. C'est Wyatt qui écrit l'ensemble des titres du premier album du groupe, sorti début 1972. Pour le deuxième album, Little Red Record (aussi en 1972), Sinclair est remplacé par David MacRae, et le groupe gagne en démocratie avec chacun contribuant plus ou moins à la conception des chansons. C'est Robert Fripp qui produit ce nouvel album et Brian Eno participe à une pièce, tout cela sans effet ni sur la popularité ni sur la qualité de la musique du groupe. Jamais destiné à devenir commercial, le groupe se dissout fin 1972 et Wyatt commence sa très longue carrière solo alors que Phil Miller va rejoindre deux groupes de l'école de Canterbury : Hatfield and the North et National Health.
Une nouvelle formation — composée de Wyatt, MacCormick, le claviériste Francis Monkman et le saxophoniste Gary Windo — devait enregistrer un troisième album en 1973. Tout cela sera annulé, en effet après son accident alors qu'il est tombé d'une fenêtre en Juin 1973, devenu paraplégique il ne pouvait donc plus jouer de la batterie.

## Membres
- Robert Wyatt - batterie, voix
- Phil Miller - guitare
- Bill MacCormick - basse
- David Sinclair - piano,orgue (sur Matching Mole)
- Dave MacRae - piano électrique (sur Little Red Record)

## Discographie

### Albums studio
- 1972 : Matching Mole
- 1972 : Little Red Record

### Albums live
- 1994 : BBC-Live
- 2001 : Smoke Signals (compilation à partir de matériels de concert)

### Compilation
- 2002 : March (compilation)

## Filmographie
- 2015 : Romantic Warriors III: Canterbury Tales (DVD)